# Umarewci
Umarewci (bułg. Умаревци) – wieś w północnej Bułgarii, w obwodzie Łowecz, w gminie Łowecz.
Wieś położona nad rzeką Osym. Miejscowość znajduje się 7 km od miasta Łowecz.
Urodził się tu profesor Petyr Czołow.